# Гусарка
Гуса́рка — село в Україні, у Кам'янській селищній громаді Пологівського району Запорізької області. Населення становить 1 207 осіб. До 2018 орган місцевого самоврядування — Гусарківська сільська рада.

## Географія
Село Гусарка розташоване на сході Запорізької області у верхів'ях річки Суха Кінська, недалеко від її витоків, нижче за течією на відстані 6 км розташоване село Кінські Роздори. Поруч проходять автошлях національного значення Н08 та залізниця, станція Гусарка. Географічно село відноситься до степової зони.
Відстань до районного центру — 27 км, до смт Кам'янка становить близько 10 км.

## Історія
Село засноване 1808 року, де тривалий час базувався гусарський полк, біля Кирилівської фортеці Дніпровської укріпленої лінії. Згодом сюди переселилися селяни зі Смоленської губернії і заснували село у 1807—1812 роках. Пізніше тут оселилися вихідці з Чернігівщини, а згодом Польщі.
Мова селян відрізняється від звичного говору, тому що засновниками села Гусарки є вихідці з Смоленщини, які були за національністю — білоруси.
7 (20) листопада 1917 року, відповідно до Третього Універсалу Української Центральної Ради, увійшло до складу Української Народної Республіки.
10 серпня 2018 року Гусарківська сільська рада, в ході децентралізації, об'єднана з Більмацькою селищною громадою.
12 червня 2020 року, відповідно до розпорядження Кабінету Міністрів України № 713-р «Про визначення адміністративних центрів та затвердження територій територіальних громад Запорізької області», увійшло до складу Більмацької селищної громади.
19 липня 2020 року, в результаті адміністративно-територіальної реформи та ліквідації  Більмацького району увійшло до складу Пологівського району.

### Російське вторгнення в Україну (2022)
З початку широкомасшабного російського вторгнення в Україну село перебуває під тимчасовою окупацією. 
4 серпня 2022 року російські окупанти обстріляли об'єкт інфраструктури, при чому у проросійських ЗМІ в черговий раз почали звинувачувати у цьому Збройні сили України. За словами мешканців села, саме окупанти завдали ракетного удару по зернотоках та ангарах села Гусарка, внаслідок чого повністю зруйновані ангари, пошкоджена сільгосподарська техніка та обладнання для обмолоту зерна.

## Економіка
- «Алоінс Агро», ТОВ.

## Об'єкти соціальної сфери
- Школа.
- Дитячий садок.
- Будинок культури.
- Фельдшерсько-акушерський пункт.

## Культура
В селі щороку восени проходить Міжнародний Картопляний фестиваль «Гусарська бульба». В ході фестивалю 2006 року був відкритий дерев'яний пам'ятник картоплі-годувальниці, яка в Гусарці, як запевняють самі гусарківці, володіє особливим, неповторним смаком. Щорічно, напередодні фестивалю, у селі з'являється щось новеньке. Восени 2016 року  встановлено пам'ятник бульбі на тому місці, де раніше стояв пам'ятник Леніну. Село Гусарка претендує на звання «Неймовірного села України». Наразі населений пункт на третьому місці за рейтингом.

### Музеї
- Краєзнавчий музей білоруського побуту та прикладного мистецтва (вул. Запорізька, 2)

## Ткацтво
Найкрасивіший сільський промисел — ткацтво, у недалекому майбутньому може бути визнаний культурною спадщиною ЮНЕСКО. В цьому напрямі місцевою владою ведеться робота.
А почалося все понад сто років тому, коли Олександрівська земська управа, вивчивши ткацьке ремесло в Гусарці, виділила 200 рублів для навчання місцевих майстрів-ремісників новим технологіям в Полтавській школі мистецтв, яка в той час готувала килимарів для всієї України. З Гусарки в школу одним з перших направили Якова Гнатовича Слабишева. Повернувшись з Полтави, він почав майструвати і вдосконалювати ткацькі верстати. Один з них можна побачити в сільському музеї. Хвилю підйому мистецтво ткацтва в Гусарці пережило, якщо знову повернутися в минуле, у 1950—1990-х роках, коли гусарські килими і доріжки демонструвалися і в Москві, і в Києві. Ними також зацікавився і український республіканський Художній фонд. Ну, а тепер черга і до ЮНЕСКО дійшла.

## Відомі особи

### Уродженці
- Сокіл Василь Іванович — український письменник, журналіст, педагог, драматург, лібретист, редактор.
- Крючков Георгій Корнійович (1929—2021) — радянський та український державний, суспільно-політичний діяч, публіцист[9].

### Пов'язані із селом
- Гуров Кузьма Акимович — генерал-лейтенант, члена Військової Ради Південного фронту, помер 25 вересня 1943 року в селі Гусарка.